# Oreochromis esculentus
Espèce
Statut de conservation UICN

 CR  : 
En danger critique
Synonymes
- Tilapia esculenta Graham, 1928
- Sarotherodon esculentus (Graham, 1928)
- Tilapia galilaea (non Linnaeus, 1758)
- Tilapia variabilis (non Boulenger, 1906)
- Tilapia eduardiana (non Boulenger, 1912)[1]

Oreochromis esculentus est une espèce de poisson de la famille des cichlidae et de l'ordre des Cichliformes. Cette espèce est endémique de l'Afrique et fait partie des nombreuses espèces regroupées sous le nom de Tilapia.

## Répartition géographique
Endémique à l'Afrique, cette espèce se trouve notamment dans le lacs Victoria, Nabugabo, Kyoga et Kwania, et le Nil Victoria, au-dessus des chutes de Murchison ; dans la rivière Malawa (Ouganda et dans le lac Gangu, à l'ouest du lac Victoria. Cette espèce, qui était à l'origine endémique au lac Victoria, est largement distribuée dans les barrages artificiels. Au moins un pays rapporte un impact écologique.

## Espèce invasive
Bien que considérée comme potentiellement envahissante , Oreochromis esculentus est classée "en danger critique d'extinction" sur Liste rouge de l'IUCN.